# آنا ميلوارد
آنا ميلوارد (بالإنجليزية: Anna Millward) مواليد 26 نوفمبر 1971 في ملبورن، هي متسابقة أسترالية في صنف سباق الدراجات على الطريق. شاركت في دورة الألعاب الأولمبية الصيفية. شاركت وحققت ميدالية في دورة ألعاب الكومنولث.

## الميداليات
| الميدالية | المسابقة                                    |
| --------- | ------------------------------------------- |
| فضية      | بطولة العالم لسباق الدراجات على الطريق 1999 |
| فضية      | بطولة العالم لسباق الدراجات على الطريق 1999 |